# ランドオーバー・バプテスト教会
ランドオーバー・バプテスト教会（ランドオーバー・バプテストきょうかい、Landover Baptist Church）とは、アメリカ合衆国・アイオワ州のフリーホールド(Freehold)という架空の町に本拠地を置く、架空のバプテスト教会である。   ランドオーバー・バプテスト・ウェブサイトと提携している"Landoverbaptist.net"フォーラムは、いわゆるファンダメンタル（根本主義）キリスト教とアメリカ宗教右派のパロディー版（架空の『冗談宗教』）である。

## 起源
このサイトの制作者はクリス・ハーパー(Chris Harper)という人物である。　彼は、1989年にリバティー大学（創立者：ジェリー・ファルウェル）の運営に難癖をつけるような、風刺的なラジオ番組を製作したが為に大学から放逐されてしまい、その後1993年にジョージ・メイソン大学の英文学の修士の学位を取得した。ハーパーは度々無神論者の大会に現れ「執事・フレッド・スミス牧師」(Pastor Deacon Fred Smith) なるキャラクターで出演していた。このウェブサイトは、彼自身で設立したアメリクライスト(Americhrist, Ltd)という会社が運営している。

## 解説
空想上のランドオーバー・バプテスト教会は、ファンダメンタリスト（根本主義キリスト教）、教会独立主義バプテスト教会と、字義解釈する聖書根本主義者などを皮肉った架空のパロディー宗教である。　
この架空の教会は、新約聖書のローマ書13章の"もっともらしい"解釈のとおりに、以前はベン・エベニーザー・スミスに、それから彼が逝去したあと兄弟の執事フレッド・スミス、そして2010年6月に『大当り』の結果、ハリー・ホークウェル牧師、それらの牧師に教会の全ての権限を付与している。
この教会は、推定ではフリーホールドの地に1000エーカー（面積：約4,000,000㎡）以上のかなりの土地を有しているものと思われる。この教会は28名の有給の牧師のほか、412名のフルタイムの事務員、11か所の充分に設備の整ったチャペル、7つの聖壇、100,000席の大会演劇場、12か所のテレビスタジオ、2か所のラジオ放送局、アカデミー、大学、2か所の教会所有の住宅地、27か所の造成地、3か所の教会事務局の駐車場、さらには……　ショッピングモール、アミューズメントパーク、ゴルフ場、退職者用住宅地、社会事業団体、消防団と警察隊、サーカス小屋、リゾートセンター、静養センター、そしてたくさんのフィットネスセンター、スイミングプール、温泉、さらに共同墓地と……　これらを有していると主張している。
ランドオーバー・バプテスト教会は、反対する人々がネット上でランドオーバーのウェブサイトに近寄らせないより、ランドオーバーの所有地に10マイル以内まで立ち入るのを禁止するのはもちろんのこと、反対する全ての「不従順」な人々に対して「永続的な立入禁止命令」の権利を得たなどと主張している。

## 特記事項
- ランドオーバー・バプテスト教会ウェブサイトの主宰者クリス・ハーパー(Chris Harper)は、牧師を演じているが無神論者である。
- ランドマーク派バプテスト教会(Landmarkism Baptist)とは名称が紛らわしいが、いっさい関係ない。